# الکساندر میتکو
الکساندر میتکو (اوکراینی: Митько Александр Михайлович؛ زادهٔ ۳ اوت ۱۹۷۴) بازیکن فوتبال اهل اوکراین است.